# Siergiej Oziernych
Siergiej Anatoljewicz Oziernych, ros. Сергей Анатольевич Озерных (ur. 4 sierpnia 1963 w Ałmaty, zm. 23 lutego 2019) – radziecki skoczek narciarski, na arenie krajowej reprezentujący Kazachską SRR, trener kazachskich skoczków. Otrzymał tytuł mistrza sportu klasy międzynarodowej w ZSRR. Najlepsze wyniki w Pucharze Świata osiągnął w sezonie 1982/1983, kiedy zajął 55. miejsce w klasyfikacji generalnej.
Brał udział w mistrzostwach świata w Seefeld in Tirol, ale bez sukcesu.

## Puchar Świata w skokach narciarskich

### Miejsca w klasyfikacji generalnej
- sezon 1982/1983: 55
- sezon 1983/1984: –
- sezon 1984/1985: –

## Mistrzostwa świata
- Indywidualnie
  - 1985 Seefeld in Tirol (AUT) – 57. miejsce (duża skocznia)